# 圣让湖
圣让湖（法語：Lac Saint-Jean，法語發音：[lak sɛ̃ ʒã]）是加拿大魁北克省中南部劳伦琴高地的一个大型湖泊，位于圣劳伦斯河以北206千米处，经萨格奈河注入圣劳伦斯河。其面积1053平方千米，最深处63.1米。